# Vandenesse-en-Auxois
 Vandenesse-en-Auxois  là một xã thuộc tỉnh Côte-d’Or trong vùng Bourgogne-Franche-Comté miền đông nước Pháp.